# Vlag van IJsbrechtum

Vlag van IJsbrechtum

De vlag van IJsbrechtum is de dorpsvlag van het Nederlandse dorp IJsbrechtum, in de Friese gemeente Súdwest-Fryslân. De vlag werd in 1976 aangenomen en in 1977 geregistreerd. Het ontwerp van de vlag is van de hand van J.C. Terluin.

## Beschrijving
De beschrijving van de vlag is als volgt:
Rood met een blauwe broekingsdriehoek en aansluitend een gele gaffel, de bovenzijde naar de broeking gekeerd, de armen 1/4 van de vlaghoogte en op het blauw een gele lelie.
De kleuren zijn afkomstig van het dorpswapen.

## Symboliek

Gaffel: vormt de letter "Y" van de plaatsnaam. Tevens is het een verwijzing naar het kruizen van wegen in het dorp. De gaffel is uitgevoerd in goud, afkomstig van het wapen van het geslacht Van Burmania dat de plaatselijke Epemastate bewoonde.
- Rode velden: staan voor de bebouwing van het dorp.[3]
- Blauw veld: ontleend aan het wapen van de familie Gravius die de Epemastate eveneens bewoond heeft.[3]
- Lelie op blauw veld: beeldt de band uit van het dorp met de voormalige gemeente Wymbritseradeel,